# هربرت بيكر (مهندس معماري)
السير هربرت بيكر (بالإنجليزية: Herbert Baker)‏ ‏(9 يونيو 1862 - 4 فبراير 1946) مهندس معماري إنجليزي، اشتهر باعتباره القوة المهيمنة في العمارة الجنوب أفريقية لمدة عقدين، ومصممًا رئيسيًا لبعض الهياكل الحكومية البارزة في نيودلهي. ولد وتوفي في Owletts في كوبهام، كنت.
من بين الكنائس والمدارس والمنازل العديدة التي صممها في جنوب أفريقيا مباني الاتحاد في بريتوريا، وكلية سانت أندروز، وغراهامستاون، وكلية سانت جون، جوهانسبرغ، ومدرسة وينبرغ الثانوية للبنين، وغروت شور في كيب تاون. كان له دور فعال مع السير إدوين لوتينز في تصميم قصر راشتراباتي بهافان، ومن بين المباني الأخرى، مبنى البرلمان، والكتل الشمالية والجنوبية للأمانة العامة، كل ذلك في نيودلهي، والتي أصبحت في عام 1931 عاصمة الراج البريطاني، وكذلك الدول الخلف اتحاد الهند وجمهورية الهند. كما صمم مبنى الإدارة في مدرسة أمير ويلز آنذاك في نيروبي، كينيا، والمعروفة الآن باسم مدرسة نيروبي. يوجد قبره في دير وستمنستر.

## بعض تصاميمه

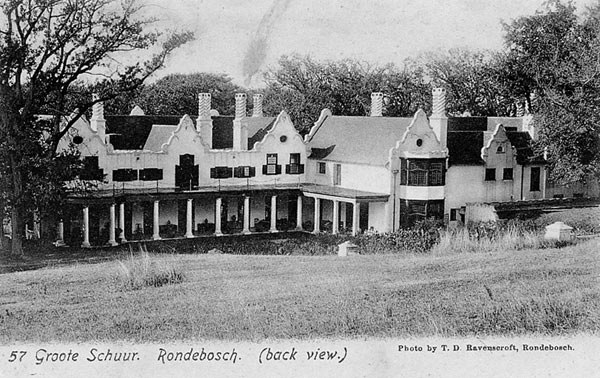
منظر الجزء الخلفي من Groote Schuur ،c1905.
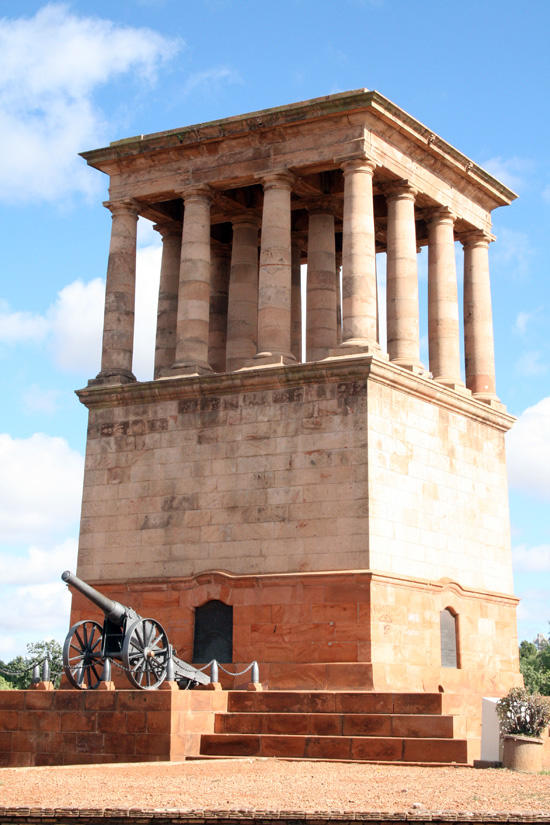
صمم بيكر The Honoured Dead Memorial، إحياء لذكرى حصار كيمبرلي تأثرت الهندسة المعمارية بنصب Nereid في كسانتوس
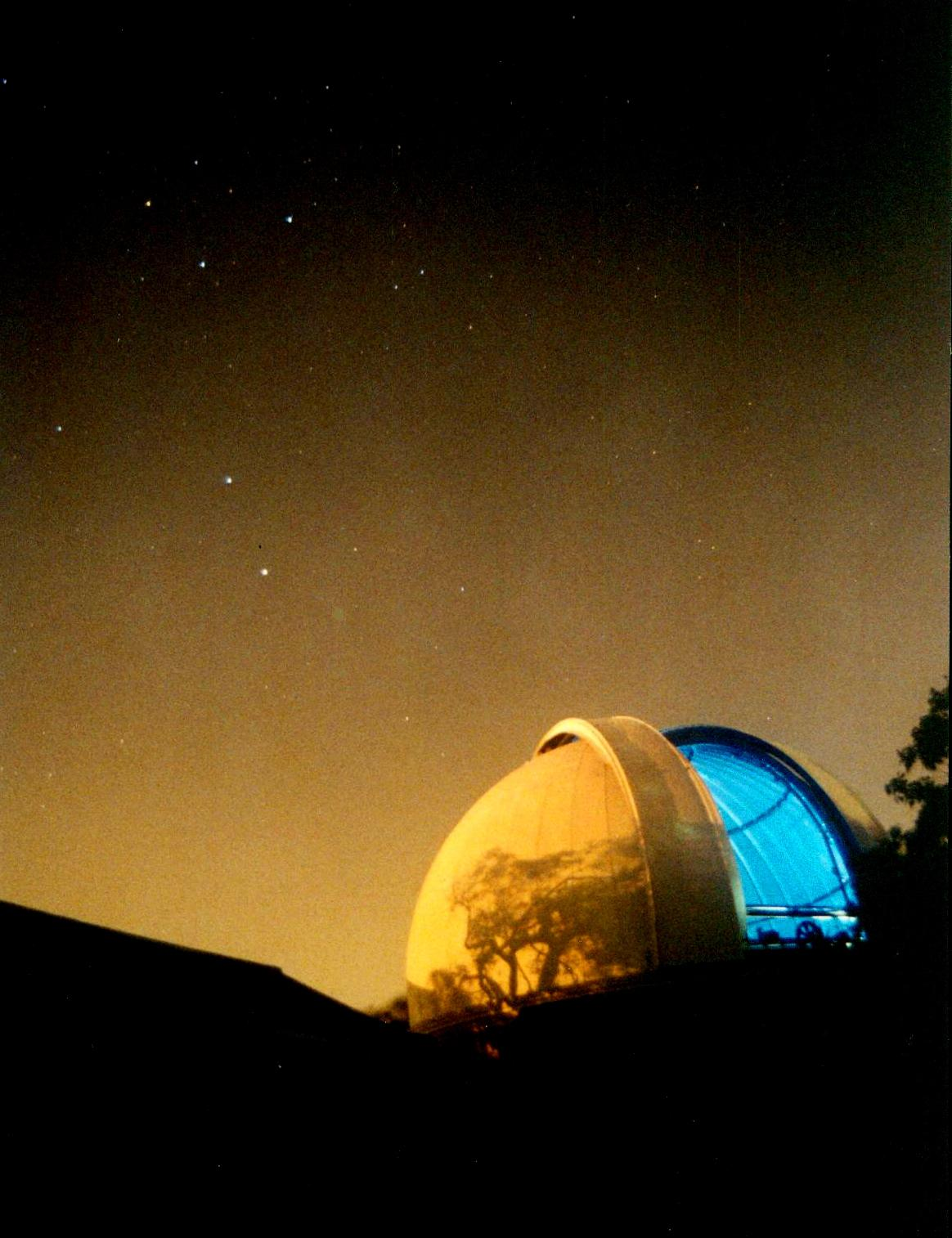
صُمم المرصد الفلكي في جنوب إفريقيا [الإنجليزية]، كيب تاون بواسطة السير هربرت بيكر وتم الانتهاء منه في عام 1897
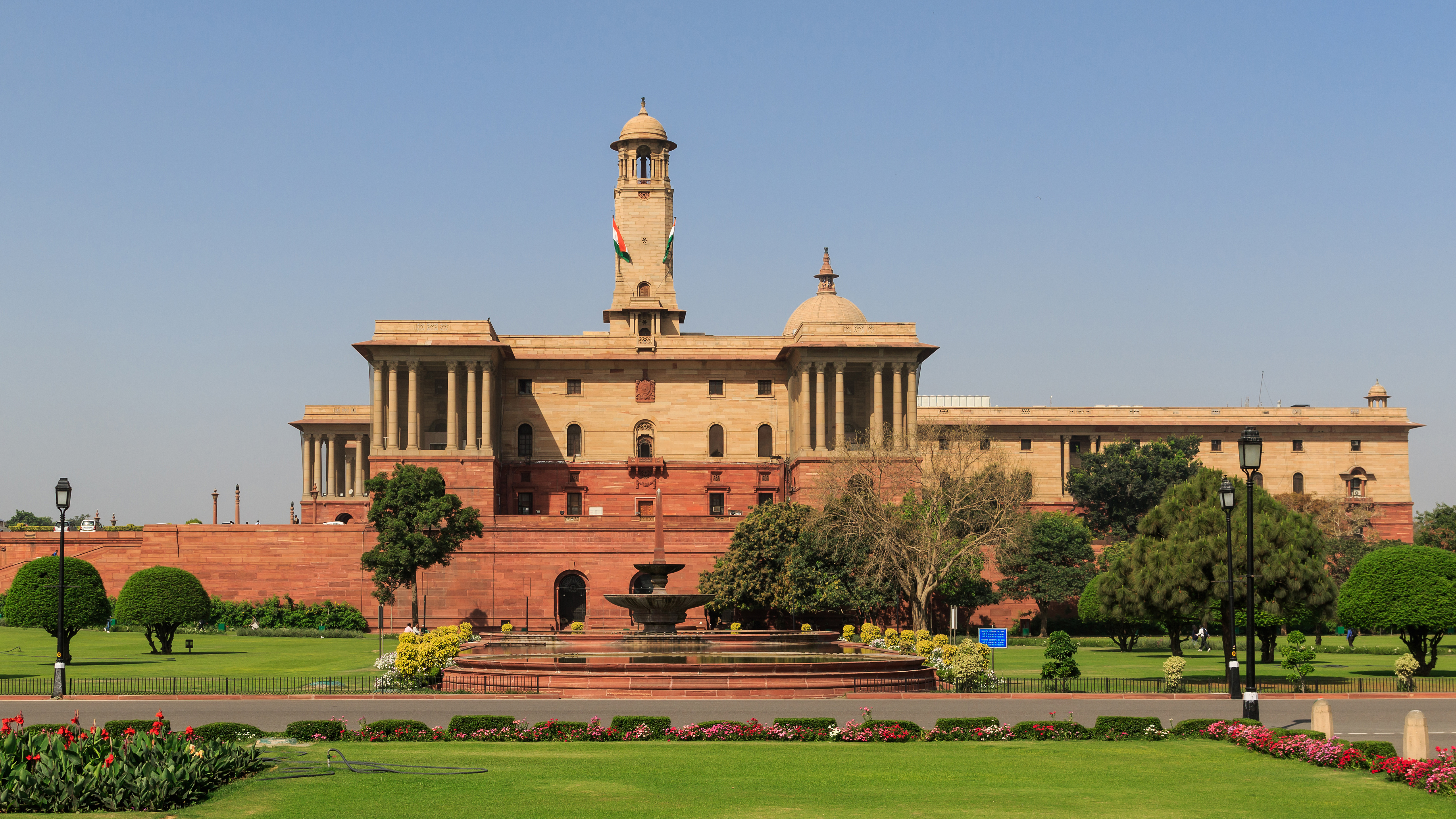
الكتلة الشمالية،تضم مكاتب حكومية رئيسية، نيودلهي، الهند.
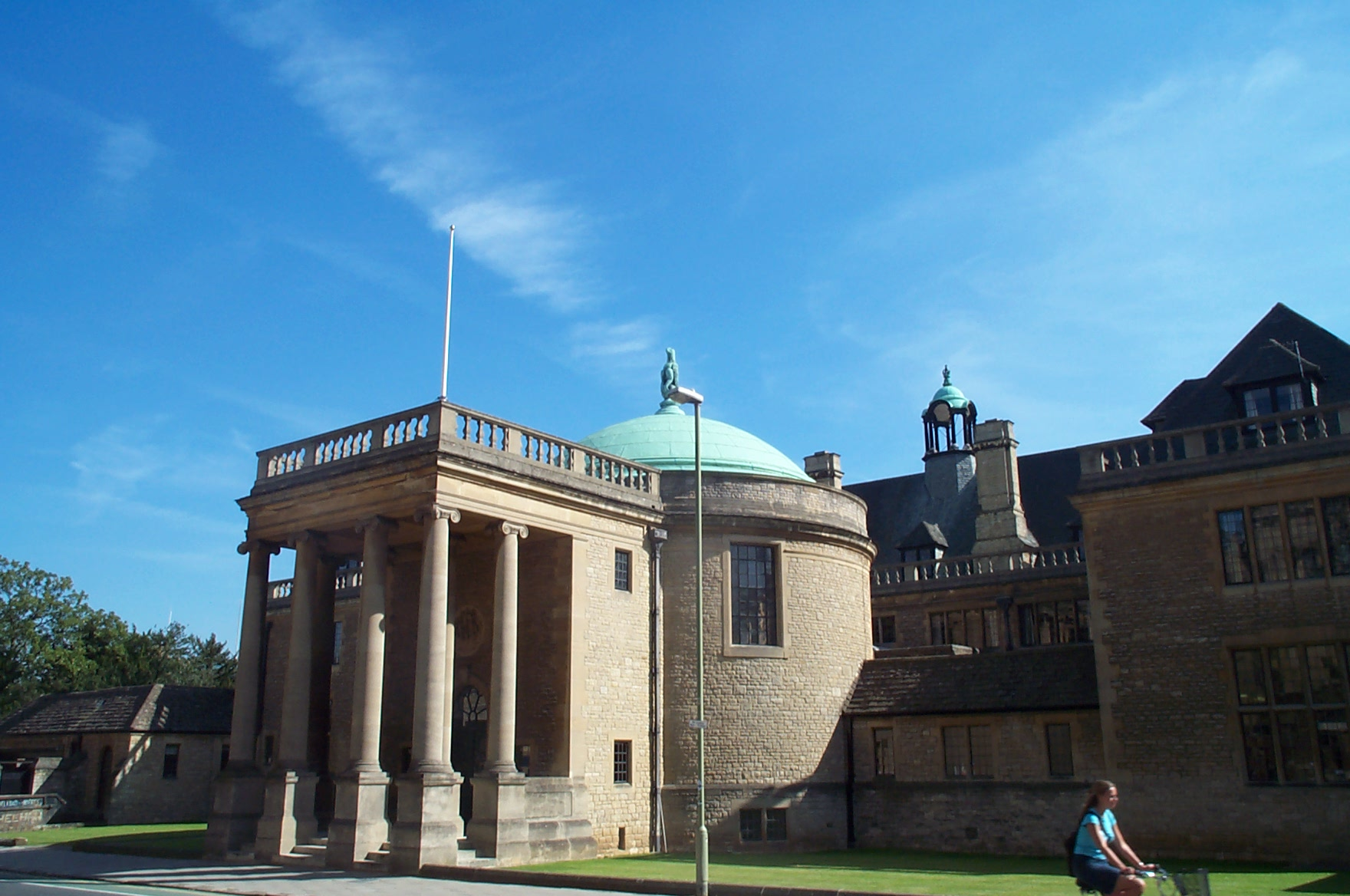
رودس هاوس في أكسفورد، المملكة المتحدة
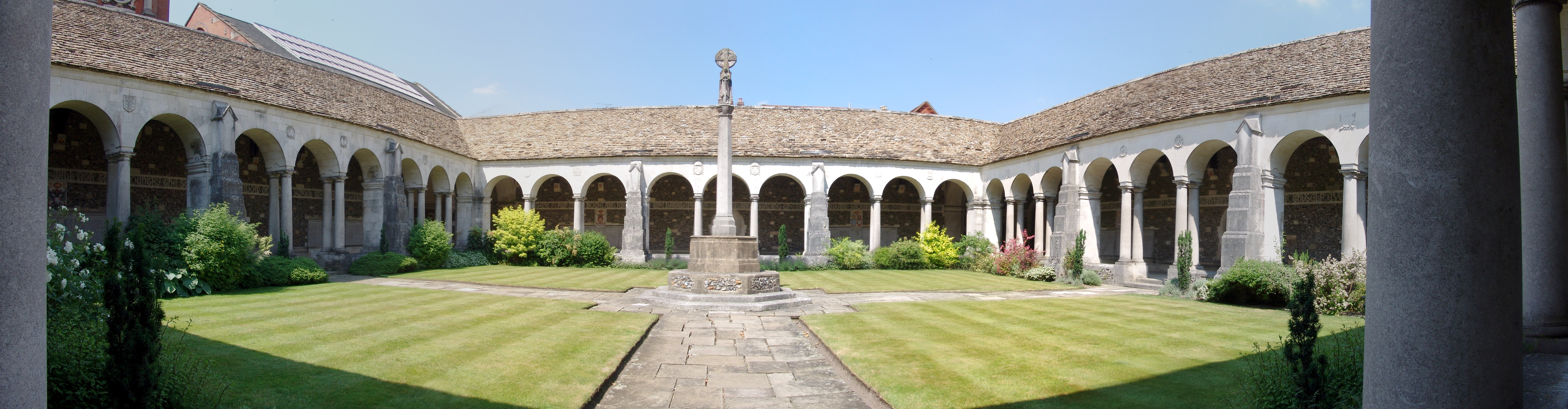
الدير ونشستر، كلية الحرب الدير، المملكة المتحدة
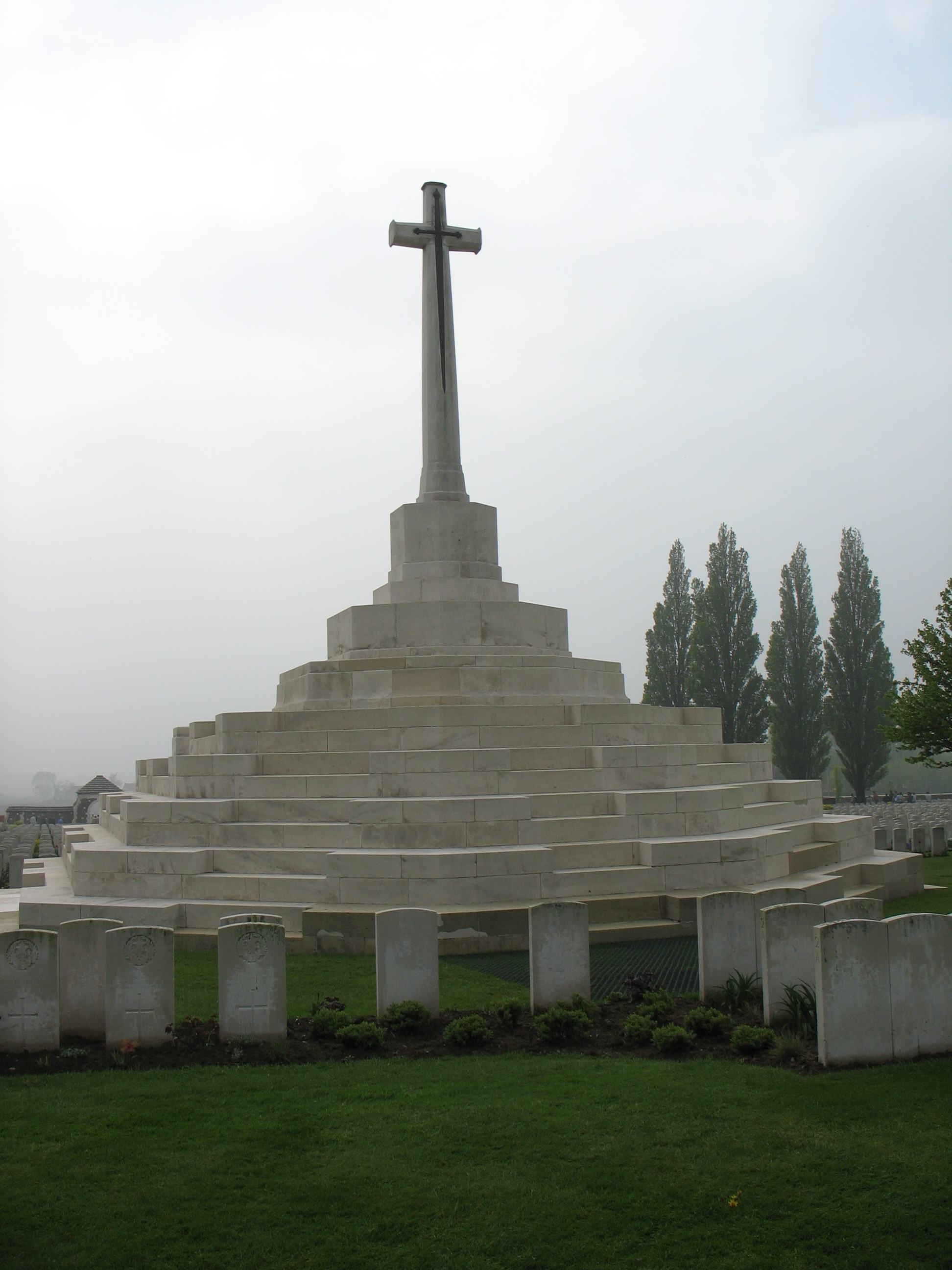
تاين كوت صليب التضحية في بلجيكا. (صُمم الصليب نفسه بواسطة السير ريجينالد بلومفيلد.)
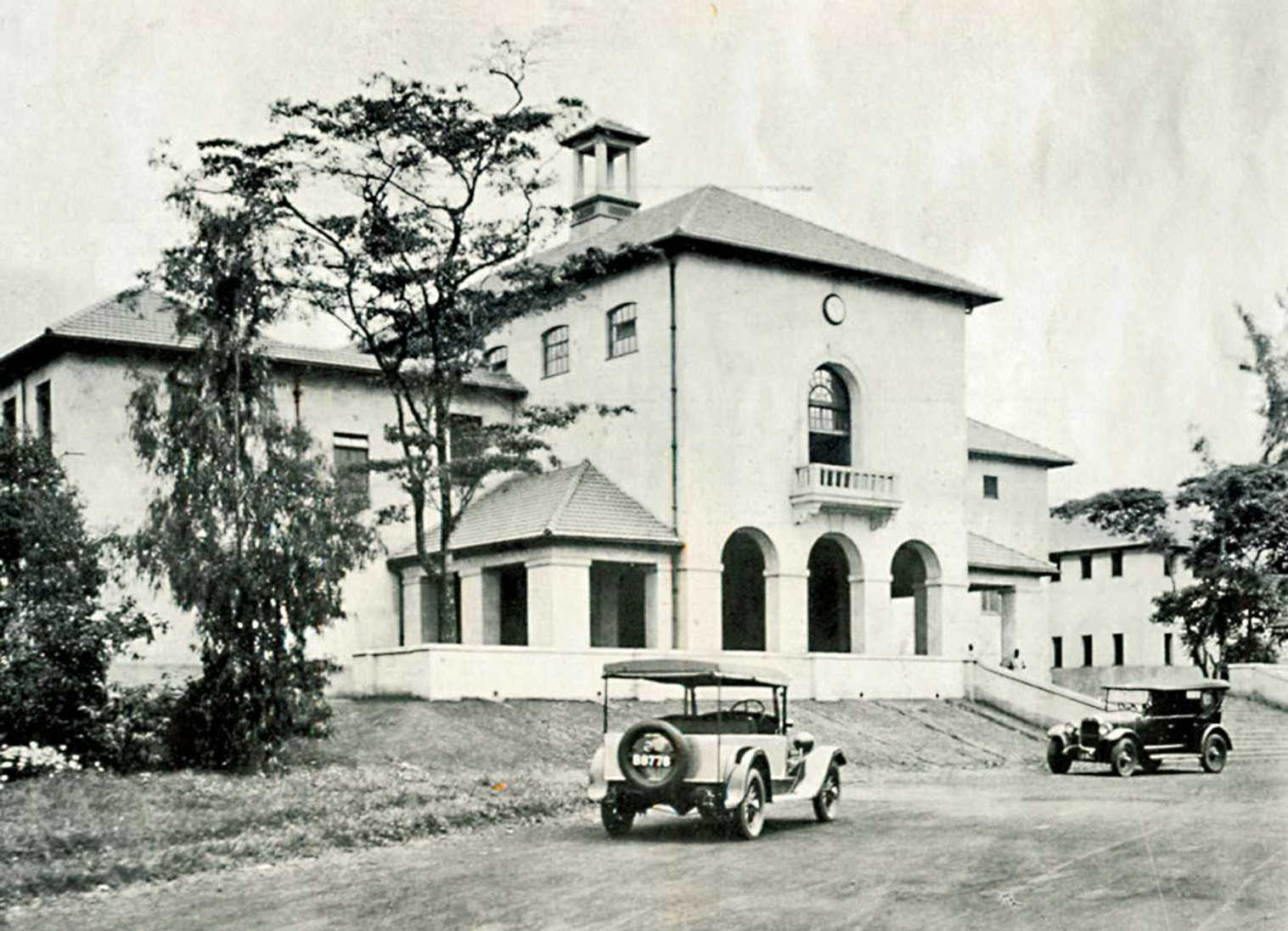
مدرسة نيروبي (الأوروبية) الابتدائية، كينيا
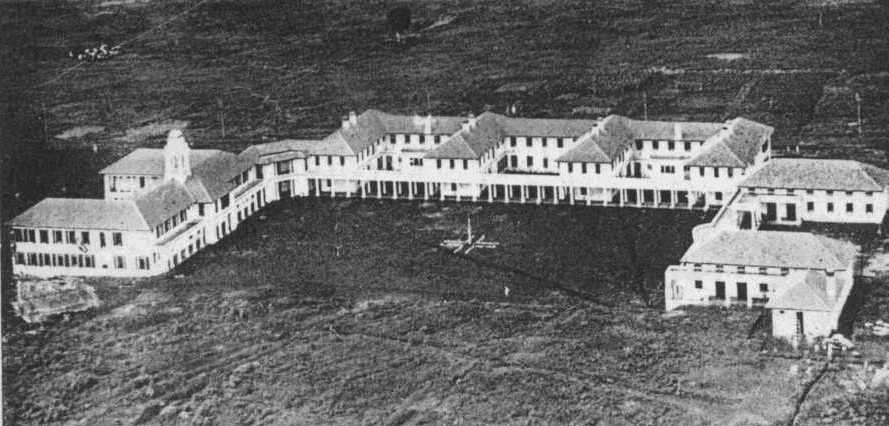
مدرسة أمير ويلز بالقرب من نيروبي، كينيا، حوالي عام 1932
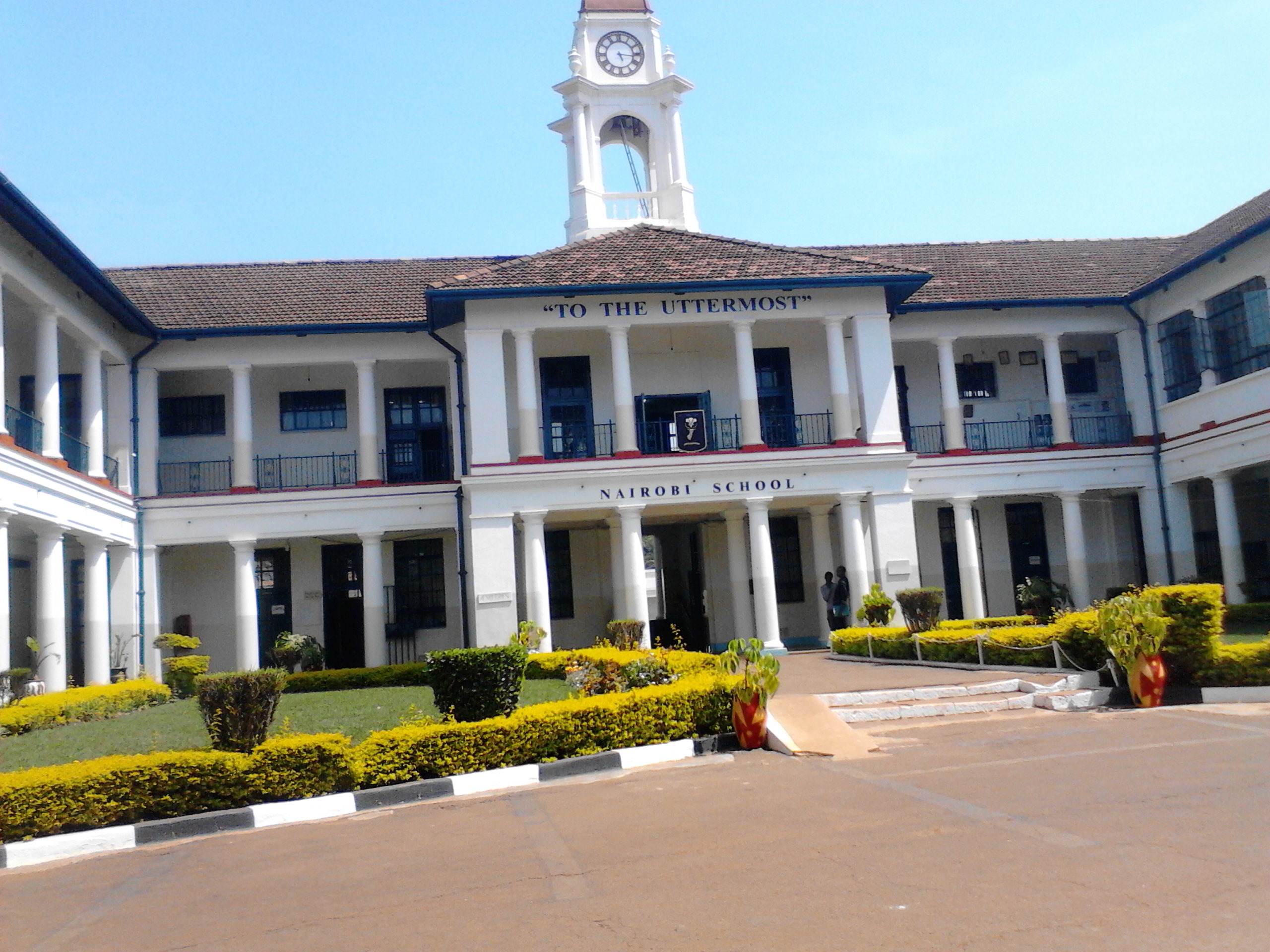
مدرسة نيروبي (أمير ويلز)، كينيا، في عام 2015
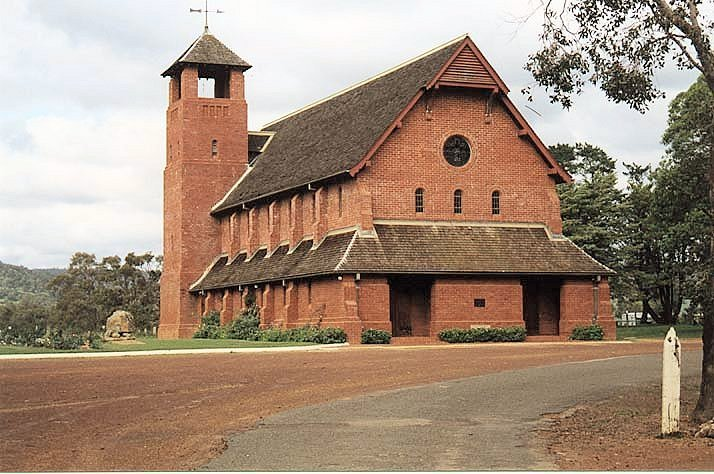
كنيسة Fairbridge ،Pinjarra، أستراليا الغربية